# Michael Zinberg
Pour les articles homonymes, voir Zinberg.
Michael Zinberg, né le 22 mars 1944 dans le Comté de Bexar, est un réalisateur, producteur, scénariste et acteur américain.

## Filmographie

### Réalisateur
- 1978 : Taxi (série télévisée)
- 1978 : The White Shadow (série télévisée)
- 1979 : Not Until Today (TV)
- 1981 : Homeroom (court métrage)
- 1982 : Sacrée Famille ("Family Ties") (série télévisée)
- 1984 : Madame est servie ("Who's the Boss?") (série télévisée)
- 1985 : Mr. Belvedere (série télévisée)
- 1986 : Heart of the City (en) (série télévisée)
- 1987 : The Tortellis (série télévisée)
- 1987 : Flic à tout faire ("Hooperman") (série télévisée)
- 1987 : Détective de choc ("Leg Work") (série télévisée)
- 1989 : Code Quantum ("Quantum Leap") (série télévisée)
- 1989 : Coach (série télévisée)
- 1991 : Wildest Dreams (TV)
- 1991 : Collège, flirt et rock'n'roll (For the Very First Time) (TV)
- 1991 : La Voix du silence ("Reasonable Doubts") (série télévisée)
- 1991 : L'As de la crime ("The Commish") (série télévisée)
- 1994 : Pacte criminel (Accidental Meeting) (TV)
- 1995 : Caroline in the City ("Caroline in the City") (série télévisée)
- 1995 : Le Célibataire ("The Single Guy") (série télévisée)
- 1996 : Goode Behavior (série télévisée)
- 1996 : Men Behaving Badly (série télévisée)
- 1997 : The Practice ("The Practice") (série télévisée)
- 1997 : Between Brothers (série télévisée)
- 1997 : Built to Last (série télévisée)
- 1998 : Any Day Now ("Any Day Now") (série télévisée)
- 1998 : Holding the Baby (série télévisée)
- 1999 : Payne (série télévisée)
- 2000 : Boston Public ("Boston Public") (série télévisée)
- 2001 : Le Protecteur ("The Guardian") (série télévisée)
- 2002 : First Monday (série télévisée)
- 2002 : Hack (série télévisée)
- 2003 à 2009 : Monk (série télévisée)
- depuis 2003 : NCIS : Enquêtes spéciales (série télévisée)
- 2004 : Gilmore Girls (série télévisée)

### Producteur
- 1970 : The Mary Tyler Moore Show ("Mary Tyler Moore") (série télévisée)
- 1974 : Paul Sand in Friends and Lovers (série télévisée)
- 1976 : The Tony Randall Show (série télévisée)
- 1979 : Not Until Today (TV)
- 1984 : W*A*L*T*E*R (en) (TV)
- 1986 : Fathers and Sons (série télévisée)
- 1986 : Heart of the City (série télévisée)

### Scénariste
- 1986 : Fathers and Sons (série télévisée)

### Acteur
- 1988 : Le Caméléon